# スルタン・アル＝ガナム
スルタン・アル＝ガナム（アラビア語: سلطان الغنام、Sultan Abdullah Al-Ghannam、 1994年5月6日 - ）は、サウジアラビア出身のサッカー選手。サウジ・プロフェッショナルリーグ・アル・ナスルFC所属。サウジアラビア代表。ポジションはDF。

## 経歴
2017年にサウジアラビア代表デビュー。2022 FIFAワールドカップのメンバーにも選出され、グループリーグ全3試合に出場した。

## 代表歴

### 出場大会
- サウジアラビア代表
  - 2022 FIFAワールドカップ

### 試合数
- 国際Aマッチ 30試合 0得点（2017年-）[2]

| サウジアラビア代表 | 国際Aマッチ | 国際Aマッチ |
| 年                 | 出場        | 得点        |
| ------------------ | ----------- | ----------- |
| 2017               | 1           | 0           |
| 2018               | 0           | 0           |
| 2019               | 6           | 0           |
| 2020               | 2           | 0           |
| 2021               | 8           | 0           |
| 2022               | 10          | 0           |
| 2023               | 3           | 0           |
| 2024               |             |             |
| 通算               | 30          | 0           |

## タイトル
アル・ナスル
- サウジ・プロフェッショナルリーグ： 2018-19
- サウジ・スーパーカップ：2019, 2020